# الیستون، انتاریو

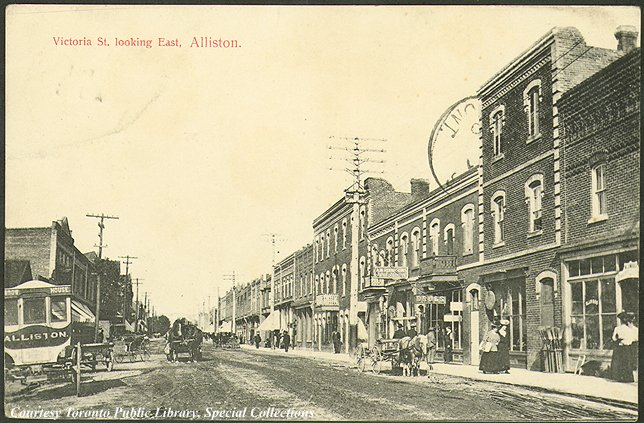
نگاره‌ای کهن از خیابان ویکتوریا در الیستون، انتاریو - ۱۹۱۰ میلادی

الیستون، انتاریو (انگلیسی: Alliston) یک زیستگاه انسانی واقع در شهرستان سیمکو استان انتاریو در کشور کانادا است. در سرشماری سال ۲۰۱۱، جمعیت این منطقه ۱۵۳۷۹ نفر بود. سیب‌زمینی یکی از عمده محصولات کشاورزی این منطقه به شمار می‌رود.